# Episodi di Crusader (seconda stagione)
La seconda stagione della serie televisiva Crusader è andata in onda negli Stati Uniti dal 5 ottobre 1956 al 28 dicembre 1956 sulla CBS.
| nº | Titolo originale         | Prima TV USA     |
| -- | ------------------------ | ---------------- |
| 1  | The Syndicate            | 5 ottobre 1956   |
| 2  | Expose                   | 12 ottobre 1956  |
| 3  | Innocent Bystander       | 19 ottobre 1956  |
| 4  | The Girl Across the Hall | 26 ottobre 1956  |
| 5  | The Healer               | 2 novembre 1956  |
| 6  | Open Highway             | 9 novembre 1956  |
| 7  | The Accident             | 16 novembre 1956 |
| 8  | Nine Priceless Objects   | 23 novembre 1956 |
| 9  | The Counterfeiters       | 30 novembre 1956 |
| 10 | Key Witness              | 7 dicembre 1956  |
| 11 | The Boy on the Brink     | 14 dicembre 1956 |
| 12 | The Cop Killer           | 21 dicembre 1956 |
| 13 | The Blow Off             | 28 dicembre 1956 |

## The Syndicate
- Prima televisiva: 5 ottobre 1956
- Diretto da: Allen H. Miner

### Trama
- Guest star: Jeanne Tatum (Miss Freling), Jack Albertson (Ernie Duchek), Walter Maslow (Chuck Donnelly), Joyce Jameson (Betty Rawls), Robert Osterloh (Ben Webber), Arthur Space (Walter Cronan)

## Expose
- Prima televisiva: 12 ottobre 1956
- Diretto da: Allen H. Miner
- Scritto da: Joel Murcott

### Trama
- Guest star: Paul Wexler (Daniels), Arthur Batanides (Gilliam), James Nolan (Benedict), Robert Burton (Portman), Ann Staunton (Myra), Joel Smith (Fanning), Arthur Space (Walter Cronan)

## Innocent Bystander
- Prima televisiva: 19 ottobre 1956
- Diretto da: John Peyser
- Scritto da: George Waggner

### Trama
- Guest star: Jean Willes (Fay Martin), Hal Huber (Damon), Don Haggerty (Ed Martin), Mary Adams (Vera Nelson)

## The Girl Across the Hall
- Prima televisiva: 26 ottobre 1956
- Diretto da: Herschel Daugherty
- Scritto da: Joel Murcott

### Trama
- Guest star: Inger Stevens (Alicia), Jeanne Cooper (Helen), Bill Erwin (Brenner), John Zaremba (Thor), Burt Mustin (Gorman)

## The Healer
- Prima televisiva: 2 novembre 1956
- Diretto da: Justus Addiss
- Scritto da: Ed Adamson

### Trama
- Guest star: Claude Akins (Oscar), Cindy Kalm (Nancy), Penny Stanton (Edna Wilkes), Arthur Space (Walter Cronan), Jeanette Nolan (dottor Marion)

## Open Highway
- Prima televisiva: 9 novembre 1956
- Diretto da: Don McDougall
- Scritto da: Laurence Marks

### Trama
- Guest star: Bill McGraw, Hugh Sanders, Johnny Silver, Paul Dubov, Jack Lambert, Vinton Hayworth, Jean Howell

## The Accident
- Prima televisiva: 16 novembre 1956

### Trama
- Guest star: Vivi Janiss (Hildy)

## Nine Priceless Objects
- Prima televisiva: 23 novembre 1956

### Trama
- Guest star: Gail Kobe (Lise Sandar), Elisha Cook, Jr. (Ed Scanlon), Dayton Lummis (Ray Talbot)

## The Counterfeiters
- Prima televisiva: 30 novembre 1956

### Trama
- Guest star: Cynthia Baxter (Marge), Barry Atwater (Clayborn), Charles Wagenheim (Charlie Sanso)

## Key Witness
- Prima televisiva: 7 dicembre 1956
- Diretto da: Justus Addiss
- Scritto da: Stanley H. Silverman

### Trama
- Guest star: Grant Richards (Fidel), Barbara Bestar (Jill), Thomas Browne Henry (Johnson), Anthony George (Roman)

## The Boy on the Brink
- Prima televisiva: 14 dicembre 1956
- Diretto da: Brian Keith
- Scritto da: George Waggner

### Trama
- Guest star: Don Haggerty, Lucien Littlefield, Raymond Bailey, Clegg Hoyt, Carl Betz (Jim Reynolds), Michael Landon (Dick), Jorja Curtright (Ruth)

## The Cop Killer
- Prima televisiva: 21 dicembre 1956
- Diretto da: Brian Keith
- Scritto da: Joel Murcott

### Trama
- Guest star: Cynthia Leighton (Lillian Porter), Eleanor Audley (Mrs. Watson), James Anderson (dottor George Stern), Anne Barton (June), Paul Smith (Elliott), Rusty Lane (Ryan)

## The Blow Off
- Prima televisiva: 28 dicembre 1956

### Trama
- Guest star: Veer Geary (Jean), Robert F. Simon (Raymond Flagler), Dennis McCarthy (Roger Collins)